# La Petite Dernière
La Petite Dernière è un film del 2025 scritto e diretto da Hafsia Herzi, adattamento cinematografico del romanzo del 2020 La più piccola di Fatima Daas.
È stato presentato in concorso al 78º Festival di Cannes.

## Trama
La diciassettenne Fatima, la figlia più piccola di una famiglia di immigrati algerini a Clichy-sous-Bois, scopre la propria omosessualità, osteggiata dalla fede musulmana dei parenti.

## Distribuzione
Il film è stato presentato in anteprima il 16 maggio 2025 al 78º Festival di Cannes. Sarà distribuito nelle sale cinematografiche francesi dalla Ad Vitam a partire dal 1º ottobre 2025.

## Accoglienza

### Critica
Su Rotten Tomatoes il film ha l'81% di recensioni positive, su Metacritic il voto medio è di 67/100.
In Italia il film è piaciuto molto a Teo Youssoufian che su CineFacts.it da Cannes 2025 loda l'interpretazione di Nadia Melliti e scrive che il film "è un piccolo gioiello, un film raro e prezioso capace di parlare di temi difficili con una leggerezza che non è superficialità, ma grazia.".

## Riconoscimenti
- 2025 – Festival di Cannes[5]
  - Prix d'interprétation féminine a Nadia Melliti
  - Queer Palm
  - In concorso per la Palma d'oro